# Campanas Baixo
Campanas Baixo (crioll capverdià Kanpanas) és una vila al nord de l'illa de Fogo a l'arxipèlag de Cap Verd. Està situada 16 kilòmetres al nord-est de São Filipe.